# Solafilaria
Solafilaria ist eine Gattung der Filarien. Sie sind Parasiten bei Echsen. Hodda (2022) weist fünf Arten aus, das Interim Register of Marine and Nonmarine Genera und Notarnicola (2024) lediglich eine Art, nämlich Solafilaria guibei. Sie kommt auf Madagaskar vor.

## Merkmale
Solafilaria hat die Merkmale der Oswaldofilariinae. Die Kutikula der Männchen ist mit zahlreichen kleinen Höckerchen besetzt. Solafilaria trägt vier kleine Seitenflügel. Die Vulva liegt im vorderen Bereich des letzten Körperdrittels, der Ovijektor ist lang und komplex aufgebaut. Die beiden Spicula differieren in Größe und Gestalt deutlich, das linke ist schlank und lang. Die wenigen Kaudalpapillen bilden einen Ring um den Anus, zusätzlich treten zwei am Schwanzende auf.